# Relación de orden
En matemáticas, una relación de orden u orden parcial es una relación binaria que pretende formalizar la idea intuitiva de ordenación de los elementos de un conjunto, es decir, que permite comparar sus elementos.
Los conjuntos dotados de un orden, llamados conjuntos ordenados, son el objeto de estudio de la teoría del orden. 

## Definición
Sea {\displaystyle A} un conjunto dado no vacío y {\displaystyle R} una relación binaria definida en {\displaystyle A}, entonces se dice que {\displaystyle R} es una relación de orden si es:
1. Reflexiva Todo elemento de {\displaystyle A} está relacionado consigo mismo. Es decir, {\displaystyle \forall x\in A,\;xRx}.
2. Antisimétrica: Si dos elementos de {\displaystyle A} se relacionan entre sí, entonces ellos son iguales. Es decir, {\displaystyle \forall x,y\in A,\;xRy,\;yRx\;\Rightarrow \;x=y}
3. Transitiva: Si un elemento de {\displaystyle A} está relacionado con otro, y ese otro a su vez se relaciona con un tercero, entonces el primero estará relacionado también con este último. Es decir, {\displaystyle \forall x,y,z\in A,\;xRy,yRz\Rightarrow xRz}

Dada una relación de orden {\displaystyle R} sobre un conjunto {\displaystyle A}, el par ordenado {\displaystyle (A,R)} forma por definición un conjunto ordenado.
Un ejemplo de relación de orden es la inclusión en el conjunto potencia de un conjunto A. En este caso, hay pares de subconjuntos que no se pueden comparar: ni el primero está contenido en el segundo ni el segundo lo está en el primero. En otras palabras, la inclusión no es una relación de orden total.

## Órdenes parciales y totales
Sea {\displaystyle A} un conjunto dado, {\displaystyle \leq } es una relación de orden total si y solo si la relación es de orden y todos los elementos de {\displaystyle A} se relacionan entre sí, es decir,

{\displaystyle \forall x,y\in A,(x\leq y)\vee (y\leq x)}.

- Ejemplo {\displaystyle (\mathbb {N} ,\leq )} es totalmente ordenado. En efecto, es:
  - Reflexivo: {\displaystyle \forall n\in \mathbb {N} ,} entonces {\displaystyle n\leq n} (porque por definición, {\displaystyle n=n\,})
  - Antisimétrico: {\displaystyle \forall n_{1},n_{2}\in \mathbb {N} ,} si {\displaystyle \;\;n_{1}\leq n_{2}\;\;} y {\displaystyle \;\;n_{2}\leq n_{1},\;\;} entonces {\displaystyle n_{1}\leq n_{2}\leq n_{1}} {\displaystyle \Rightarrow n_{1}=n_{2}}
  - Transitivo: {\displaystyle \forall n_{1},n_{2},n_{3}\in \mathbb {N} ,} si {\displaystyle \;\;n_{1}\leq n_{2}\;\;} y {\displaystyle \;\;n_{2}\leq n_{3},\;\;} entonces {\displaystyle n_{1}\leq n_{2}\leq n_{3}\Rightarrow n_{1}\leq n_{3}}
  - Orden total, pues

Sean a y b dos números naturales, entonces a ≤ b  o  b ≤ a.
No todas las relaciones de orden son totales. Dos contraejemplos son:
- (ℤ+, | ) no es totalmente ordenado con la relación a|b, "a divide  b"; pues
  - 5 no divide a 12, ya que  no existe h entero positivo tal que 12 = 5h. En todo caso, para cualquier h ∈ ℤ+, 12 ≠ 5h.[2]
  - 12 no divide a 5 tampoco.
- Sea el conjunto {\displaystyle X=\{1,2,3\}} y el conjunto potencia de {\displaystyle X}, definido por:

{\displaystyle {\mathcal {P}}(X)=\{\emptyset ,\{1\},\{2\},\{3\},\{1,2\},\{1,3\},\{2,3\},\{1,2,3\}\}}
Entonces {\displaystyle ({\mathcal {P}}(X),\subseteq )} es parcialmente ordenado, pero no totalmente, pues para 
{\displaystyle A=\{1\},C=\{3\}\in {\mathcal {P}}(X),}
se tiene:
{\displaystyle A\nsubseteq C\ \land \ C\nsubseteq A.}
Nótese que las relaciones de orden total son un caso particular de las relaciones de orden parcial.

## Relación de orden densa
Una relación de orden parcial {\displaystyle \leq } sobre un conjunto {\displaystyle X} se dice densa (o densa-en -sí-misma) si, {\displaystyle \forall x,y\in X} tales que {\displaystyle x<y(x\leq y\land x\neq y)}, existe otro {\displaystyle z\in X} tal que {\displaystyle x<z<y}.
- Ejemplo 1: Los números racionales con la ordenación habitual son un conjunto densamente ordenado, al igual que los números reales. Si {\displaystyle q_{1}<q_{2}}, entonces tenemos que {\displaystyle q_{3}:={\frac {q_{1}+q_{2}}{2}}} satisface que: {\displaystyle q_{1}<q_{3}<q_{2}}
- Ejemplo 2: Los números enteros por otro lado con la ordenación habitual no son un conjunto densamente ordenado ya que entre un número entero y su siguiente no existe un número intermedio.Sin embargo, para cualquier {\displaystyle t\in \mathbb {R} } existen los enteros {\displaystyle k} y {\displaystyle k+1}, tal que {\displaystyle k\leq t<k+1}.[b]

### Esquema de temas relacionados
| Preordenado         | \| Relación reflexiva \| \| Relación transitiva \| |
| Relación reflexiva  |                                                    |
| Relación transitiva |                                                    |

| Relación reflexiva  |
| Relación transitiva |

| Preordenado         | \| Relación reflexiva \| \| Relación transitiva \| |
| Relación reflexiva  |                                                    |
| Relación transitiva |                                                    |

| Relación reflexiva  |
| Relación transitiva |

| Preordenado         | \| Relación reflexiva \| \| Relación transitiva \| |
| Relación reflexiva  |                                                    |
| Relación transitiva |                                                    |

| Relación reflexiva  |
| Relación transitiva |

| Preordenado         | \| Relación reflexiva \| \| Relación transitiva \| |
| Relación reflexiva  |                                                    |
| Relación transitiva |                                                    |

| Relación reflexiva  |
| Relación transitiva |

| Preordenado         | \| Relación reflexiva \| \| Relación transitiva \| |
| Relación reflexiva  |                                                    |
| Relación transitiva |                                                    |

| Relación reflexiva  |
| Relación transitiva |

| Preordenado         | \| Relación reflexiva \| \| Relación transitiva \| |
| Relación reflexiva  |                                                    |
| Relación transitiva |                                                    |

| Relación reflexiva  |
| Relación transitiva |

| Preordenado         | \| Relación reflexiva \| \| Relación transitiva \| |
| Relación reflexiva  |                                                    |
| Relación transitiva |                                                    |

| Relación reflexiva  |
| Relación transitiva |

| Preordenado         | \| Relación reflexiva \| \| Relación transitiva \| |
| Relación reflexiva  |                                                    |
| Relación transitiva |                                                    |

| Relación reflexiva  |
| Relación transitiva |

| Preordenado         | \| Relación reflexiva \| \| Relación transitiva \| |
| Relación reflexiva  |                                                    |
| Relación transitiva |                                                    |

| Relación reflexiva  |
| Relación transitiva |

| Preordenado         | \| Relación reflexiva \| \| Relación transitiva \| |
| Relación reflexiva  |                                                    |
| Relación transitiva |                                                    |

| Relación reflexiva  |
| Relación transitiva |

| Preordenado         | \| Relación reflexiva \| \| Relación transitiva \| |
| Relación reflexiva  |                                                    |
| Relación transitiva |                                                    |

| Relación reflexiva  |
| Relación transitiva |

| Preordenado         | \| Relación reflexiva \| \| Relación transitiva \| |
| Relación reflexiva  |                                                    |
| Relación transitiva |                                                    |

| Relación reflexiva  |
| Relación transitiva |

| Preordenado         | \| Relación reflexiva \| \| Relación transitiva \| |
| Relación reflexiva  |                                                    |
| Relación transitiva |                                                    |

| Relación reflexiva  |
| Relación transitiva |

| Preordenado         | \| Relación reflexiva \| \| Relación transitiva \| |
| Relación reflexiva  |                                                    |
| Relación transitiva |                                                    |

| Relación reflexiva  |
| Relación transitiva |

| Preordenado         | \| Relación reflexiva \| \| Relación transitiva \| |
| Relación reflexiva  |                                                    |
| Relación transitiva |                                                    |

| Relación reflexiva  |
| Relación transitiva |

| Preordenado         | \| Relación reflexiva \| \| Relación transitiva \| |
| Relación reflexiva  |                                                    |
| Relación transitiva |                                                    |

| Relación reflexiva  |
| Relación transitiva |

| Preordenado         | \| Relación reflexiva \| \| Relación transitiva \| |
| Relación reflexiva  |                                                    |
| Relación transitiva |                                                    |

| Relación reflexiva  |
| Relación transitiva |

| Preordenado         | \| Relación reflexiva \| \| Relación transitiva \| |
| Relación reflexiva  |                                                    |
| Relación transitiva |                                                    |

| Relación reflexiva  |
| Relación transitiva |

| Preordenado         | \| Relación reflexiva \| \| Relación transitiva \| |
| Relación reflexiva  |                                                    |
| Relación transitiva |                                                    |

| Relación reflexiva  |
| Relación transitiva |

| Preordenado         | \| Relación reflexiva \| \| Relación transitiva \| |
| Relación reflexiva  |                                                    |
| Relación transitiva |                                                    |

| Relación reflexiva  |
| Relación transitiva |

| Preordenado         | \| Relación reflexiva \| \| Relación transitiva \| |
| Relación reflexiva  |                                                    |
| Relación transitiva |                                                    |

| Relación reflexiva  |
| Relación transitiva |

| Preordenado         | \| Relación reflexiva \| \| Relación transitiva \| |
| Relación reflexiva  |                                                    |
| Relación transitiva |                                                    |

| Relación reflexiva  |
| Relación transitiva |

| Preordenado         | \| Relación reflexiva \| \| Relación transitiva \| |
| Relación reflexiva  |                                                    |
| Relación transitiva |                                                    |

| Relación reflexiva  |
| Relación transitiva |

| Preordenado         | \| Relación reflexiva \| \| Relación transitiva \| |
| Relación reflexiva  |                                                    |
| Relación transitiva |                                                    |

| Relación reflexiva  |
| Relación transitiva |

| Preordenado         | \| Relación reflexiva \| \| Relación transitiva \| |
| Relación reflexiva  |                                                    |
| Relación transitiva |                                                    |

| Relación reflexiva  |
| Relación transitiva |

| Preordenado         | \| Relación reflexiva \| \| Relación transitiva \| |
| Relación reflexiva  |                                                    |
| Relación transitiva |                                                    |

| Relación reflexiva  |
| Relación transitiva |

| Preordenado         | \| Relación reflexiva \| \| Relación transitiva \| |
| Relación reflexiva  |                                                    |
| Relación transitiva |                                                    |

| Relación reflexiva  |
| Relación transitiva |

| Preordenado         | \| Relación reflexiva \| \| Relación transitiva \| |
| Relación reflexiva  |                                                    |
| Relación transitiva |                                                    |

| Relación reflexiva  |
| Relación transitiva |

| Preordenado         | \| Relación reflexiva \| \| Relación transitiva \| |
| Relación reflexiva  |                                                    |
| Relación transitiva |                                                    |

| Relación reflexiva  |
| Relación transitiva |

| Preordenado         | \| Relación reflexiva \| \| Relación transitiva \| |
| Relación reflexiva  |                                                    |
| Relación transitiva |                                                    |

| Relación reflexiva  |
| Relación transitiva |

| Preordenado         | \| Relación reflexiva \| \| Relación transitiva \| |
| Relación reflexiva  |                                                    |
| Relación transitiva |                                                    |

| Relación reflexiva  |
| Relación transitiva |

| Preordenado         | \| Relación reflexiva \| \| Relación transitiva \| |
| Relación reflexiva  |                                                    |
| Relación transitiva |                                                    |

| Relación reflexiva  |
| Relación transitiva |

| Preordenado         | \| Relación reflexiva \| \| Relación transitiva \| |
| Relación reflexiva  |                                                    |
| Relación transitiva |                                                    |

| Relación reflexiva  |
| Relación transitiva |

| Preordenado         | \| Relación reflexiva \| \| Relación transitiva \| |
| Relación reflexiva  |                                                    |
| Relación transitiva |                                                    |

| Relación reflexiva  |
| Relación transitiva |

| Preordenado         | \| Relación reflexiva \| \| Relación transitiva \| |
| Relación reflexiva  |                                                    |
| Relación transitiva |                                                    |

| Relación reflexiva  |
| Relación transitiva |

| Preordenado         | \| Relación reflexiva \| \| Relación transitiva \| |
| Relación reflexiva  |                                                    |
| Relación transitiva |                                                    |

| Relación reflexiva  |
| Relación transitiva |

| Preordenado         | \| Relación reflexiva \| \| Relación transitiva \| |
| Relación reflexiva  |                                                    |
| Relación transitiva |                                                    |

| Relación reflexiva  |
| Relación transitiva |

| Preordenado         | \| Relación reflexiva \| \| Relación transitiva \| |
| Relación reflexiva  |                                                    |
| Relación transitiva |                                                    |

| Relación reflexiva  |
| Relación transitiva |

| Preordenado         | \| Relación reflexiva \| \| Relación transitiva \| |
| Relación reflexiva  |                                                    |
| Relación transitiva |                                                    |

| Relación reflexiva  |
| Relación transitiva |

| Preordenado         | \| Relación reflexiva \| \| Relación transitiva \| |
| Relación reflexiva  |                                                    |
| Relación transitiva |                                                    |

| Relación reflexiva  |
| Relación transitiva |

| Preordenado         | \| Relación reflexiva \| \| Relación transitiva \| |
| Relación reflexiva  |                                                    |
| Relación transitiva |                                                    |

| Relación reflexiva  |
| Relación transitiva |

| Preordenado         | \| Relación reflexiva \| \| Relación transitiva \| |
| Relación reflexiva  |                                                    |
| Relación transitiva |                                                    |

| Relación reflexiva  |
| Relación transitiva |

| Preordenado         | \| Relación reflexiva \| \| Relación transitiva \| |
| Relación reflexiva  |                                                    |
| Relación transitiva |                                                    |

| Relación reflexiva  |
| Relación transitiva |

| Preordenado         | \| Relación reflexiva \| \| Relación transitiva \| |
| Relación reflexiva  |                                                    |
| Relación transitiva |                                                    |

| Relación reflexiva  |
| Relación transitiva |

| Preordenado         | \| Relación reflexiva \| \| Relación transitiva \| |
| Relación reflexiva  |                                                    |
| Relación transitiva |                                                    |

| Relación reflexiva  |
| Relación transitiva |

| Preordenado         | \| Relación reflexiva \| \| Relación transitiva \| |
| Relación reflexiva  |                                                    |
| Relación transitiva |                                                    |

| Relación reflexiva  |
| Relación transitiva |

| Preordenado         | \| Relación reflexiva \| \| Relación transitiva \| |
| Relación reflexiva  |                                                    |
| Relación transitiva |                                                    |

| Relación reflexiva  |
| Relación transitiva |

| Preordenado         | \| Relación reflexiva \| \| Relación transitiva \| |
| Relación reflexiva  |                                                    |
| Relación transitiva |                                                    |

| Relación reflexiva  |
| Relación transitiva |

| Preordenado         | \| Relación reflexiva \| \| Relación transitiva \| |
| Relación reflexiva  |                                                    |
| Relación transitiva |                                                    |

| Relación reflexiva  |
| Relación transitiva |

| Preordenado         | \| Relación reflexiva \| \| Relación transitiva \| |
| Relación reflexiva  |                                                    |
| Relación transitiva |                                                    |

| Relación reflexiva  |
| Relación transitiva |

| Preordenado         | \| Relación reflexiva \| \| Relación transitiva \| |
| Relación reflexiva  |                                                    |
| Relación transitiva |                                                    |

| Relación reflexiva  |
| Relación transitiva |

| Preordenado         | \| Relación reflexiva \| \| Relación transitiva \| |
| Relación reflexiva  |                                                    |
| Relación transitiva |                                                    |

| Relación reflexiva  |
| Relación transitiva |

| Preordenado         | \| Relación reflexiva \| \| Relación transitiva \| |
| Relación reflexiva  |                                                    |
| Relación transitiva |                                                    |

| Relación reflexiva  |
| Relación transitiva |

| Preordenado         | \| Relación reflexiva \| \| Relación transitiva \| |
| Relación reflexiva  |                                                    |
| Relación transitiva |                                                    |

| Relación reflexiva  |
| Relación transitiva |

| Preordenado         | \| Relación reflexiva \| \| Relación transitiva \| |
| Relación reflexiva  |                                                    |
| Relación transitiva |                                                    |

| Relación reflexiva  |
| Relación transitiva |

| Preordenado         | \| Relación reflexiva \| \| Relación transitiva \| |
| Relación reflexiva  |                                                    |
| Relación transitiva |                                                    |

| Relación reflexiva  |
| Relación transitiva |

| Preordenado         | \| Relación reflexiva \| \| Relación transitiva \| |
| Relación reflexiva  |                                                    |
| Relación transitiva |                                                    |

| Relación reflexiva  |
| Relación transitiva |

| Preordenado         | \| Relación reflexiva \| \| Relación transitiva \| |
| Relación reflexiva  |                                                    |
| Relación transitiva |                                                    |

| Relación reflexiva  |
| Relación transitiva |

| Preordenado         | \| Relación reflexiva \| \| Relación transitiva \| |
| Relación reflexiva  |                                                    |
| Relación transitiva |                                                    |

| Relación reflexiva  |
| Relación transitiva |

| Preordenado         | \| Relación reflexiva \| \| Relación transitiva \| |
| Relación reflexiva  |                                                    |
| Relación transitiva |                                                    |

| Relación reflexiva  |
| Relación transitiva |

| Preordenado         | \| Relación reflexiva \| \| Relación transitiva \| |
| Relación reflexiva  |                                                    |
| Relación transitiva |                                                    |

| Relación reflexiva  |
| Relación transitiva |

| Preordenado         | \| Relación reflexiva \| \| Relación transitiva \| |
| Relación reflexiva  |                                                    |
| Relación transitiva |                                                    |

| Relación reflexiva  |
| Relación transitiva |

| Preordenado         | \| Relación reflexiva \| \| Relación transitiva \| |
| Relación reflexiva  |                                                    |
| Relación transitiva |                                                    |

| Relación reflexiva  |
| Relación transitiva |

| Preordenado         | \| Relación reflexiva \| \| Relación transitiva \| |
| Relación reflexiva  |                                                    |
| Relación transitiva |                                                    |

| Relación reflexiva  |
| Relación transitiva |

| Preordenado         | \| Relación reflexiva \| \| Relación transitiva \| |
| Relación reflexiva  |                                                    |
| Relación transitiva |                                                    |

| Relación reflexiva  |
| Relación transitiva |

| Preordenado         | \| Relación reflexiva \| \| Relación transitiva \| |
| Relación reflexiva  |                                                    |
| Relación transitiva |                                                    |

| Relación reflexiva  |
| Relación transitiva |

| Preordenado         | \| Relación reflexiva \| \| Relación transitiva \| |
| Relación reflexiva  |                                                    |
| Relación transitiva |                                                    |

| Relación reflexiva  |
| Relación transitiva |

| Preordenado         | \| Relación reflexiva \| \| Relación transitiva \| |
| Relación reflexiva  |                                                    |
| Relación transitiva |                                                    |

| Relación reflexiva  |
| Relación transitiva |

| Preordenado         | \| Relación reflexiva \| \| Relación transitiva \| |
| Relación reflexiva  |                                                    |
| Relación transitiva |                                                    |

| Relación reflexiva  |
| Relación transitiva |

| Preordenado         | \| Relación reflexiva \| \| Relación transitiva \| |
| Relación reflexiva  |                                                    |
| Relación transitiva |                                                    |

| Relación reflexiva  |
| Relación transitiva |

| Preordenado         | \| Relación reflexiva \| \| Relación transitiva \| |
| Relación reflexiva  |                                                    |
| Relación transitiva |                                                    |

| Relación reflexiva  |
| Relación transitiva |

| Preordenado         | \| Relación reflexiva \| \| Relación transitiva \| |
| Relación reflexiva  |                                                    |
| Relación transitiva |                                                    |

| Relación reflexiva  |
| Relación transitiva |

| Preordenado         | \| Relación reflexiva \| \| Relación transitiva \| |
| Relación reflexiva  |                                                    |
| Relación transitiva |                                                    |

| Relación reflexiva  |
| Relación transitiva |

| Preordenado         | \| Relación reflexiva \| \| Relación transitiva \| |
| Relación reflexiva  |                                                    |
| Relación transitiva |                                                    |

| Relación reflexiva  |
| Relación transitiva |

| Preordenado         | \| Relación reflexiva \| \| Relación transitiva \| |
| Relación reflexiva  |                                                    |
| Relación transitiva |                                                    |

| Relación reflexiva  |
| Relación transitiva |

| Preordenado         | \| Relación reflexiva \| \| Relación transitiva \| |
| Relación reflexiva  |                                                    |
| Relación transitiva |                                                    |

| Relación reflexiva  |
| Relación transitiva |

| Preordenado         | \| Relación reflexiva \| \| Relación transitiva \| |
| Relación reflexiva  |                                                    |
| Relación transitiva |                                                    |

| Relación reflexiva  |
| Relación transitiva |

| Preordenado         | \| Relación reflexiva \| \| Relación transitiva \| |
| Relación reflexiva  |                                                    |
| Relación transitiva |                                                    |

| Relación reflexiva  |
| Relación transitiva |

| Preordenado         | \| Relación reflexiva \| \| Relación transitiva \| |
| Relación reflexiva  |                                                    |
| Relación transitiva |                                                    |

| Relación reflexiva  |
| Relación transitiva |

| Preordenado         | \| Relación reflexiva \| \| Relación transitiva \| |
| Relación reflexiva  |                                                    |
| Relación transitiva |                                                    |

| Relación reflexiva  |
| Relación transitiva |

| Preordenado         | \| Relación reflexiva \| \| Relación transitiva \| |
| Relación reflexiva  |                                                    |
| Relación transitiva |                                                    |

| Relación reflexiva  |
| Relación transitiva |

| Preordenado         | \| Relación reflexiva \| \| Relación transitiva \| |
| Relación reflexiva  |                                                    |
| Relación transitiva |                                                    |

| Relación reflexiva  |
| Relación transitiva |

| Preordenado         | \| Relación reflexiva \| \| Relación transitiva \| |
| Relación reflexiva  |                                                    |
| Relación transitiva |                                                    |

| Relación reflexiva  |
| Relación transitiva |

| Preordenado         | \| Relación reflexiva \| \| Relación transitiva \| |
| Relación reflexiva  |                                                    |
| Relación transitiva |                                                    |

| Relación reflexiva  |
| Relación transitiva |

| Preordenado         | \| Relación reflexiva \| \| Relación transitiva \| |
| Relación reflexiva  |                                                    |
| Relación transitiva |                                                    |

| Relación reflexiva  |
| Relación transitiva |

| Preordenado         | \| Relación reflexiva \| \| Relación transitiva \| |
| Relación reflexiva  |                                                    |
| Relación transitiva |                                                    |

| Relación reflexiva  |
| Relación transitiva |

| Preordenado         | \| Relación reflexiva \| \| Relación transitiva \| |
| Relación reflexiva  |                                                    |
| Relación transitiva |                                                    |

| Relación reflexiva  |
| Relación transitiva |

| Preordenado         | \| Relación reflexiva \| \| Relación transitiva \| |
| Relación reflexiva  |                                                    |
| Relación transitiva |                                                    |

| Relación reflexiva  |
| Relación transitiva |

| Preordenado         | \| Relación reflexiva \| \| Relación transitiva \| |
| Relación reflexiva  |                                                    |
| Relación transitiva |                                                    |

| Relación reflexiva  |
| Relación transitiva |

| Preordenado         | \| Relación reflexiva \| \| Relación transitiva \| |
| Relación reflexiva  |                                                    |
| Relación transitiva |                                                    |

| Relación reflexiva  |
| Relación transitiva |

| Preordenado         | \| Relación reflexiva \| \| Relación transitiva \| |
| Relación reflexiva  |                                                    |
| Relación transitiva |                                                    |

| Relación reflexiva  |
| Relación transitiva |

| Preordenado         | \| Relación reflexiva \| \| Relación transitiva \| |
| Relación reflexiva  |                                                    |
| Relación transitiva |                                                    |

| Relación reflexiva  |
| Relación transitiva |

| Preordenado         | \| Relación reflexiva \| \| Relación transitiva \| |
| Relación reflexiva  |                                                    |
| Relación transitiva |                                                    |

| Relación reflexiva  |
| Relación transitiva |

| Preordenado         | \| Relación reflexiva \| \| Relación transitiva \| |
| Relación reflexiva  |                                                    |
| Relación transitiva |                                                    |

| Relación reflexiva  |
| Relación transitiva |

| Preordenado         | \| Relación reflexiva \| \| Relación transitiva \| |
| Relación reflexiva  |                                                    |
| Relación transitiva |                                                    |

| Relación reflexiva  |
| Relación transitiva |

| Preordenado         | \| Relación reflexiva \| \| Relación transitiva \| |
| Relación reflexiva  |                                                    |
| Relación transitiva |                                                    |

| Relación reflexiva  |
| Relación transitiva |

| Preordenado         | \| Relación reflexiva \| \| Relación transitiva \| |
| Relación reflexiva  |                                                    |
| Relación transitiva |                                                    |

| Relación reflexiva  |
| Relación transitiva |

| Preordenado         | \| Relación reflexiva \| \| Relación transitiva \| |
| Relación reflexiva  |                                                    |
| Relación transitiva |                                                    |

| Relación reflexiva  |
| Relación transitiva |

| Preordenado         | \| Relación reflexiva \| \| Relación transitiva \| |
| Relación reflexiva  |                                                    |
| Relación transitiva |                                                    |

| Relación reflexiva  |
| Relación transitiva |

| Preordenado         | \| Relación reflexiva \| \| Relación transitiva \| |
| Relación reflexiva  |                                                    |
| Relación transitiva |                                                    |

| Relación reflexiva  |
| Relación transitiva |

| Preordenado         | \| Relación reflexiva \| \| Relación transitiva \| |
| Relación reflexiva  |                                                    |
| Relación transitiva |                                                    |

| Relación reflexiva  |
| Relación transitiva |

| Preordenado         | \| Relación reflexiva \| \| Relación transitiva \| |
| Relación reflexiva  |                                                    |
| Relación transitiva |                                                    |

| Relación reflexiva  |
| Relación transitiva |

| Preordenado         | \| Relación reflexiva \| \| Relación transitiva \| |
| Relación reflexiva  |                                                    |
| Relación transitiva |                                                    |

| Relación reflexiva  |
| Relación transitiva |

| Preordenado         | \| Relación reflexiva \| \| Relación transitiva \| |
| Relación reflexiva  |                                                    |
| Relación transitiva |                                                    |

| Relación reflexiva  |
| Relación transitiva |

| Preordenado         | \| Relación reflexiva \| \| Relación transitiva \| |
| Relación reflexiva  |                                                    |
| Relación transitiva |                                                    |

| Relación reflexiva  |
| Relación transitiva |

| Preordenado         | \| Relación reflexiva \| \| Relación transitiva \| |
| Relación reflexiva  |                                                    |
| Relación transitiva |                                                    |

| Relación reflexiva  |
| Relación transitiva |

| Preordenado         | \| Relación reflexiva \| \| Relación transitiva \| |
| Relación reflexiva  |                                                    |
| Relación transitiva |                                                    |

| Relación reflexiva  |
| Relación transitiva |

| Preordenado         | \| Relación reflexiva \| \| Relación transitiva \| |
| Relación reflexiva  |                                                    |
| Relación transitiva |                                                    |

| Relación reflexiva  |
| Relación transitiva |

| Preordenado         | \| Relación reflexiva \| \| Relación transitiva \| |
| Relación reflexiva  |                                                    |
| Relación transitiva |                                                    |

| Relación reflexiva  |
| Relación transitiva |

| Preordenado         | \| Relación reflexiva \| \| Relación transitiva \| |
| Relación reflexiva  |                                                    |
| Relación transitiva |                                                    |

| Relación reflexiva  |
| Relación transitiva |

| Preordenado         | \| Relación reflexiva \| \| Relación transitiva \| |
| Relación reflexiva  |                                                    |
| Relación transitiva |                                                    |

| Relación reflexiva  |
| Relación transitiva |

| Preordenado         | \| Relación reflexiva \| \| Relación transitiva \| |
| Relación reflexiva  |                                                    |
| Relación transitiva |                                                    |

| Relación reflexiva  |
| Relación transitiva |

| Preordenado         | \| Relación reflexiva \| \| Relación transitiva \| |
| Relación reflexiva  |                                                    |
| Relación transitiva |                                                    |

| Relación reflexiva  |
| Relación transitiva |

| Preordenado         | \| Relación reflexiva \| \| Relación transitiva \| |
| Relación reflexiva  |                                                    |
| Relación transitiva |                                                    |

| Relación reflexiva  |
| Relación transitiva |

| Preordenado         | \| Relación reflexiva \| \| Relación transitiva \| |
| Relación reflexiva  |                                                    |
| Relación transitiva |                                                    |

| Relación reflexiva  |
| Relación transitiva |

| Preordenado         | \| Relación reflexiva \| \| Relación transitiva \| |
| Relación reflexiva  |                                                    |
| Relación transitiva |                                                    |

| Relación reflexiva  |
| Relación transitiva |

| Preordenado         | \| Relación reflexiva \| \| Relación transitiva \| |
| Relación reflexiva  |                                                    |
| Relación transitiva |                                                    |

| Relación reflexiva  |
| Relación transitiva |

| Preordenado         | \| Relación reflexiva \| \| Relación transitiva \| |
| Relación reflexiva  |                                                    |
| Relación transitiva |                                                    |

| Relación reflexiva  |
| Relación transitiva |

| Preordenado         | \| Relación reflexiva \| \| Relación transitiva \| |
| Relación reflexiva  |                                                    |
| Relación transitiva |                                                    |

| Relación reflexiva  |
| Relación transitiva |

| Preordenado         | \| Relación reflexiva \| \| Relación transitiva \| |
| Relación reflexiva  |                                                    |
| Relación transitiva |                                                    |

| Relación reflexiva  |
| Relación transitiva |

| Preordenado         | \| Relación reflexiva \| \| Relación transitiva \| |
| Relación reflexiva  |                                                    |
| Relación transitiva |                                                    |

| Relación reflexiva  |
| Relación transitiva |

| Preordenado         | \| Relación reflexiva \| \| Relación transitiva \| |
| Relación reflexiva  |                                                    |
| Relación transitiva |                                                    |

| Relación reflexiva  |
| Relación transitiva |

| Preordenado         | \| Relación reflexiva \| \| Relación transitiva \| |
| Relación reflexiva  |                                                    |
| Relación transitiva |                                                    |

| Relación reflexiva  |
| Relación transitiva |

| Preordenado         | \| Relación reflexiva \| \| Relación transitiva \| |
| Relación reflexiva  |                                                    |
| Relación transitiva |                                                    |

| Relación reflexiva  |
| Relación transitiva |

| Preordenado         | \| Relación reflexiva \| \| Relación transitiva \| |
| Relación reflexiva  |                                                    |
| Relación transitiva |                                                    |

| Relación reflexiva  |
| Relación transitiva |

| Preordenado         | \| Relación reflexiva \| \| Relación transitiva \| |
| Relación reflexiva  |                                                    |
| Relación transitiva |                                                    |

| Relación reflexiva  |
| Relación transitiva |

| Preordenado         | \| Relación reflexiva \| \| Relación transitiva \| |
| Relación reflexiva  |                                                    |
| Relación transitiva |                                                    |

| Relación reflexiva  |
| Relación transitiva |

| Preordenado         | \| Relación reflexiva \| \| Relación transitiva \| |
| Relación reflexiva  |                                                    |
| Relación transitiva |                                                    |

| Relación reflexiva  |
| Relación transitiva |

| Preordenado         | \| Relación reflexiva \| \| Relación transitiva \| |
| Relación reflexiva  |                                                    |
| Relación transitiva |                                                    |

| Relación reflexiva  |
| Relación transitiva |

| Preordenado         | \| Relación reflexiva \| \| Relación transitiva \| |
| Relación reflexiva  |                                                    |
| Relación transitiva |                                                    |

| Relación reflexiva  |
| Relación transitiva |

| Preordenado         | \| Relación reflexiva \| \| Relación transitiva \| |
| Relación reflexiva  |                                                    |
| Relación transitiva |                                                    |

| Relación reflexiva  |
| Relación transitiva |

| Preordenado         | \| Relación reflexiva \| \| Relación transitiva \| |
| Relación reflexiva  |                                                    |
| Relación transitiva |                                                    |

| Relación reflexiva  |
| Relación transitiva |

| Preordenado         | \| Relación reflexiva \| \| Relación transitiva \| |
| Relación reflexiva  |                                                    |
| Relación transitiva |                                                    |

| Relación reflexiva  |
| Relación transitiva |

| Preordenado         | \| Relación reflexiva \| \| Relación transitiva \| |
| Relación reflexiva  |                                                    |
| Relación transitiva |                                                    |

| Relación reflexiva  |
| Relación transitiva |

| Preordenado         | \| Relación reflexiva \| \| Relación transitiva \| |
| Relación reflexiva  |                                                    |
| Relación transitiva |                                                    |

| Relación reflexiva  |
| Relación transitiva |

| Preordenado         | \| Relación reflexiva \| \| Relación transitiva \| |
| Relación reflexiva  |                                                    |
| Relación transitiva |                                                    |

| Relación reflexiva  |
| Relación transitiva |

| Preordenado         | \| Relación reflexiva \| \| Relación transitiva \| |
| Relación reflexiva  |                                                    |
| Relación transitiva |                                                    |

| Relación reflexiva  |
| Relación transitiva |

| Preordenado         | \| Relación reflexiva \| \| Relación transitiva \| |
| Relación reflexiva  |                                                    |
| Relación transitiva |                                                    |

| Relación reflexiva  |
| Relación transitiva |

| Preordenado         | \| Relación reflexiva \| \| Relación transitiva \| |
| Relación reflexiva  |                                                    |
| Relación transitiva |                                                    |

| Relación reflexiva  |
| Relación transitiva |

| Preordenado         | \| Relación reflexiva \| \| Relación transitiva \| |
| Relación reflexiva  |                                                    |
| Relación transitiva |                                                    |

| Relación reflexiva  |
| Relación transitiva |

| Preordenado         | \| Relación reflexiva \| \| Relación transitiva \| |
| Relación reflexiva  |                                                    |
| Relación transitiva |                                                    |

| Relación reflexiva  |
| Relación transitiva |

| Preordenado         | \| Relación reflexiva \| \| Relación transitiva \| |
| Relación reflexiva  |                                                    |
| Relación transitiva |                                                    |

| Relación reflexiva  |
| Relación transitiva |

| Preordenado         | \| Relación reflexiva \| \| Relación transitiva \| |
| Relación reflexiva  |                                                    |
| Relación transitiva |                                                    |

| Relación reflexiva  |
| Relación transitiva |

| Preordenado         | \| Relación reflexiva \| \| Relación transitiva \| |
| Relación reflexiva  |                                                    |
| Relación transitiva |                                                    |

| Relación reflexiva  |
| Relación transitiva |

| Preordenado         | \| Relación reflexiva \| \| Relación transitiva \| |
| Relación reflexiva  |                                                    |
| Relación transitiva |                                                    |

| Relación reflexiva  |
| Relación transitiva |

| Preordenado         | \| Relación reflexiva \| \| Relación transitiva \| |
| Relación reflexiva  |                                                    |
| Relación transitiva |                                                    |

| Relación reflexiva  |
| Relación transitiva |

| Preordenado         | \| Relación reflexiva \| \| Relación transitiva \| |
| Relación reflexiva  |                                                    |
| Relación transitiva |                                                    |

| Relación reflexiva  |
| Relación transitiva |

| Preordenado         | \| Relación reflexiva \| \| Relación transitiva \| |
| Relación reflexiva  |                                                    |
| Relación transitiva |                                                    |

| Relación reflexiva  |
| Relación transitiva |

| Preordenado         | \| Relación reflexiva \| \| Relación transitiva \| |
| Relación reflexiva  |                                                    |
| Relación transitiva |                                                    |

| Relación reflexiva  |
| Relación transitiva |

| Preordenado         | \| Relación reflexiva \| \| Relación transitiva \| |
| Relación reflexiva  |                                                    |
| Relación transitiva |                                                    |

| Relación reflexiva  |
| Relación transitiva |

| Preordenado         | \| Relación reflexiva \| \| Relación transitiva \| |
| Relación reflexiva  |                                                    |
| Relación transitiva |                                                    |

| Relación reflexiva  |
| Relación transitiva |

| Preordenado         | \| Relación reflexiva \| \| Relación transitiva \| |
| Relación reflexiva  |                                                    |
| Relación transitiva |                                                    |

| Relación reflexiva  |
| Relación transitiva |

| Preordenado         | \| Relación reflexiva \| \| Relación transitiva \| |
| Relación reflexiva  |                                                    |
| Relación transitiva |                                                    |

| Relación reflexiva  |
| Relación transitiva |

| Preordenado         | \| Relación reflexiva \| \| Relación transitiva \| |
| Relación reflexiva  |                                                    |
| Relación transitiva |                                                    |

| Relación reflexiva  |
| Relación transitiva |

| Preordenado         | \| Relación reflexiva \| \| Relación transitiva \| |
| Relación reflexiva  |                                                    |
| Relación transitiva |                                                    |

| Relación reflexiva  |
| Relación transitiva |

| Preordenado         | \| Relación reflexiva \| \| Relación transitiva \| |
| Relación reflexiva  |                                                    |
| Relación transitiva |                                                    |

| Relación reflexiva  |
| Relación transitiva |

| Preordenado         | \| Relación reflexiva \| \| Relación transitiva \| |
| Relación reflexiva  |                                                    |
| Relación transitiva |                                                    |

| Relación reflexiva  |
| Relación transitiva |

| Preordenado         | \| Relación reflexiva \| \| Relación transitiva \| |
| Relación reflexiva  |                                                    |
| Relación transitiva |                                                    |

| Relación reflexiva  |
| Relación transitiva |

| Preordenado         | \| Relación reflexiva \| \| Relación transitiva \| |
| Relación reflexiva  |                                                    |
| Relación transitiva |                                                    |

| Relación reflexiva  |
| Relación transitiva |

| Preordenado         | \| Relación reflexiva \| \| Relación transitiva \| |
| Relación reflexiva  |                                                    |
| Relación transitiva |                                                    |

| Relación reflexiva  |
| Relación transitiva |

| Preordenado         | \| Relación reflexiva \| \| Relación transitiva \| |
| Relación reflexiva  |                                                    |
| Relación transitiva |                                                    |

| Relación reflexiva  |
| Relación transitiva |

| Preordenado         | \| Relación reflexiva \| \| Relación transitiva \| |
| Relación reflexiva  |                                                    |
| Relación transitiva |                                                    |

| Relación reflexiva  |
| Relación transitiva |

| Preordenado         | \| Relación reflexiva \| \| Relación transitiva \| |
| Relación reflexiva  |                                                    |
| Relación transitiva |                                                    |

| Relación reflexiva  |
| Relación transitiva |

| Preordenado         | \| Relación reflexiva \| \| Relación transitiva \| |
| Relación reflexiva  |                                                    |
| Relación transitiva |                                                    |

| Relación reflexiva  |
| Relación transitiva |

| Preordenado         | \| Relación reflexiva \| \| Relación transitiva \| |
| Relación reflexiva  |                                                    |
| Relación transitiva |                                                    |

| Relación reflexiva  |
| Relación transitiva |

| Preordenado         | \| Relación reflexiva \| \| Relación transitiva \| |
| Relación reflexiva  |                                                    |
| Relación transitiva |                                                    |

| Relación reflexiva  |
| Relación transitiva |

| Preordenado         | \| Relación reflexiva \| \| Relación transitiva \| |
| Relación reflexiva  |                                                    |
| Relación transitiva |                                                    |

| Relación reflexiva  |
| Relación transitiva |

| Preordenado         | \| Relación reflexiva \| \| Relación transitiva \| |
| Relación reflexiva  |                                                    |
| Relación transitiva |                                                    |

| Relación reflexiva  |
| Relación transitiva |

| Preordenado         | \| Relación reflexiva \| \| Relación transitiva \| |
| Relación reflexiva  |                                                    |
| Relación transitiva |                                                    |

| Relación reflexiva  |
| Relación transitiva |

| Preordenado         | \| Relación reflexiva \| \| Relación transitiva \| |
| Relación reflexiva  |                                                    |
| Relación transitiva |                                                    |

| Relación reflexiva  |
| Relación transitiva |

| Preordenado         | \| Relación reflexiva \| \| Relación transitiva \| |
| Relación reflexiva  |                                                    |
| Relación transitiva |                                                    |

| Relación reflexiva  |
| Relación transitiva |

| Preordenado         | \| Relación reflexiva \| \| Relación transitiva \| |
| Relación reflexiva  |                                                    |
| Relación transitiva |                                                    |

| Relación reflexiva  |
| Relación transitiva |

| Preordenado         | \| Relación reflexiva \| \| Relación transitiva \| |
| Relación reflexiva  |                                                    |
| Relación transitiva |                                                    |

| Relación reflexiva  |
| Relación transitiva |

| Preordenado         | \| Relación reflexiva \| \| Relación transitiva \| |
| Relación reflexiva  |                                                    |
| Relación transitiva |                                                    |

| Relación reflexiva  |
| Relación transitiva |

| Preordenado         | \| Relación reflexiva \| \| Relación transitiva \| |
| Relación reflexiva  |                                                    |
| Relación transitiva |                                                    |

| Relación reflexiva  |
| Relación transitiva |

| Preordenado         | \| Relación reflexiva \| \| Relación transitiva \| |
| Relación reflexiva  |                                                    |
| Relación transitiva |                                                    |

| Relación reflexiva  |
| Relación transitiva |

| Preordenado         | \| Relación reflexiva \| \| Relación transitiva \| |
| Relación reflexiva  |                                                    |
| Relación transitiva |                                                    |

| Relación reflexiva  |
| Relación transitiva |

| Preordenado         | \| Relación reflexiva \| \| Relación transitiva \| |
| Relación reflexiva  |                                                    |
| Relación transitiva |                                                    |

| Relación reflexiva  |
| Relación transitiva |

| Preordenado         | \| Relación reflexiva \| \| Relación transitiva \| |
| Relación reflexiva  |                                                    |
| Relación transitiva |                                                    |

| Relación reflexiva  |
| Relación transitiva |

| Preordenado         | \| Relación reflexiva \| \| Relación transitiva \| |
| Relación reflexiva  |                                                    |
| Relación transitiva |                                                    |

| Relación reflexiva  |
| Relación transitiva |

| Preordenado         | \| Relación reflexiva \| \| Relación transitiva \| |
| Relación reflexiva  |                                                    |
| Relación transitiva |                                                    |

| Relación reflexiva  |
| Relación transitiva |

| Preordenado         | \| Relación reflexiva \| \| Relación transitiva \| |
| Relación reflexiva  |                                                    |
| Relación transitiva |                                                    |

| Relación reflexiva  |
| Relación transitiva |

| Preordenado         | \| Relación reflexiva \| \| Relación transitiva \| |
| Relación reflexiva  |                                                    |
| Relación transitiva |                                                    |

| Relación reflexiva  |
| Relación transitiva |

| Preordenado         | \| Relación reflexiva \| \| Relación transitiva \| |
| Relación reflexiva  |                                                    |
| Relación transitiva |                                                    |

| Relación reflexiva  |
| Relación transitiva |

| Preordenado         | \| Relación reflexiva \| \| Relación transitiva \| |
| Relación reflexiva  |                                                    |
| Relación transitiva |                                                    |

| Relación reflexiva  |
| Relación transitiva |

| Preordenado         | \| Relación reflexiva \| \| Relación transitiva \| |
| Relación reflexiva  |                                                    |
| Relación transitiva |                                                    |

| Relación reflexiva  |
| Relación transitiva |

| Preordenado         | \| Relación reflexiva \| \| Relación transitiva \| |
| Relación reflexiva  |                                                    |
| Relación transitiva |                                                    |

| Relación reflexiva  |
| Relación transitiva |

| Preordenado         | \| Relación reflexiva \| \| Relación transitiva \| |
| Relación reflexiva  |                                                    |
| Relación transitiva |                                                    |

| Relación reflexiva  |
| Relación transitiva |

| Preordenado         | \| Relación reflexiva \| \| Relación transitiva \| |
| Relación reflexiva  |                                                    |
| Relación transitiva |                                                    |

| Relación reflexiva  |
| Relación transitiva |

| Preordenado         | \| Relación reflexiva \| \| Relación transitiva \| |
| Relación reflexiva  |                                                    |
| Relación transitiva |                                                    |

| Relación reflexiva  |
| Relación transitiva |

| Preordenado         | \| Relación reflexiva \| \| Relación transitiva \| |
| Relación reflexiva  |                                                    |
| Relación transitiva |                                                    |

| Relación reflexiva  |
| Relación transitiva |

| Preordenado         | \| Relación reflexiva \| \| Relación transitiva \| |
| Relación reflexiva  |                                                    |
| Relación transitiva |                                                    |

| Relación reflexiva  |
| Relación transitiva |

| Preordenado         | \| Relación reflexiva \| \| Relación transitiva \| |
| Relación reflexiva  |                                                    |
| Relación transitiva |                                                    |

| Relación reflexiva  |
| Relación transitiva |

| Preordenado         | \| Relación reflexiva \| \| Relación transitiva \| |
| Relación reflexiva  |                                                    |
| Relación transitiva |                                                    |

| Relación reflexiva  |
| Relación transitiva |

| Preordenado         | \| Relación reflexiva \| \| Relación transitiva \| |
| Relación reflexiva  |                                                    |
| Relación transitiva |                                                    |

| Relación reflexiva  |
| Relación transitiva |

| Preordenado         | \| Relación reflexiva \| \| Relación transitiva \| |
| Relación reflexiva  |                                                    |
| Relación transitiva |                                                    |

| Relación reflexiva  |
| Relación transitiva |

| Preordenado         | \| Relación reflexiva \| \| Relación transitiva \| |
| Relación reflexiva  |                                                    |
| Relación transitiva |                                                    |

| Relación reflexiva  |
| Relación transitiva |

| Preordenado         | \| Relación reflexiva \| \| Relación transitiva \| |
| Relación reflexiva  |                                                    |
| Relación transitiva |                                                    |

| Relación reflexiva  |
| Relación transitiva |

| Preordenado         | \| Relación reflexiva \| \| Relación transitiva \| |
| Relación reflexiva  |                                                    |
| Relación transitiva |                                                    |

| Relación reflexiva  |
| Relación transitiva |

| Preordenado         | \| Relación reflexiva \| \| Relación transitiva \| |
| Relación reflexiva  |                                                    |
| Relación transitiva |                                                    |

| Relación reflexiva  |
| Relación transitiva |

| Preordenado         | \| Relación reflexiva \| \| Relación transitiva \| |
| Relación reflexiva  |                                                    |
| Relación transitiva |                                                    |

| Relación reflexiva  |
| Relación transitiva |

| Preordenado         | \| Relación reflexiva \| \| Relación transitiva \| |
| Relación reflexiva  |                                                    |
| Relación transitiva |                                                    |

| Relación reflexiva  |
| Relación transitiva |

| Preordenado         | \| Relación reflexiva \| \| Relación transitiva \| |
| Relación reflexiva  |                                                    |
| Relación transitiva |                                                    |

| Relación reflexiva  |
| Relación transitiva |

| Preordenado         | \| Relación reflexiva \| \| Relación transitiva \| |
| Relación reflexiva  |                                                    |
| Relación transitiva |                                                    |

| Relación reflexiva  |
| Relación transitiva |

| Preordenado         | \| Relación reflexiva \| \| Relación transitiva \| |
| Relación reflexiva  |                                                    |
| Relación transitiva |                                                    |

| Relación reflexiva  |
| Relación transitiva |

| Preordenado         | \| Relación reflexiva \| \| Relación transitiva \| |
| Relación reflexiva  |                                                    |
| Relación transitiva |                                                    |

| Relación reflexiva  |
| Relación transitiva |

| Preordenado         | \| Relación reflexiva \| \| Relación transitiva \| |
| Relación reflexiva  |                                                    |
| Relación transitiva |                                                    |

| Relación reflexiva  |
| Relación transitiva |

| Preordenado         | \| Relación reflexiva \| \| Relación transitiva \| |
| Relación reflexiva  |                                                    |
| Relación transitiva |                                                    |

| Relación reflexiva  |
| Relación transitiva |

| Preordenado         | \| Relación reflexiva \| \| Relación transitiva \| |
| Relación reflexiva  |                                                    |
| Relación transitiva |                                                    |

| Relación reflexiva  |
| Relación transitiva |

| Preordenado         | \| Relación reflexiva \| \| Relación transitiva \| |
| Relación reflexiva  |                                                    |
| Relación transitiva |                                                    |

| Relación reflexiva  |
| Relación transitiva |

| Preordenado         | \| Relación reflexiva \| \| Relación transitiva \| |
| Relación reflexiva  |                                                    |
| Relación transitiva |                                                    |

| Relación reflexiva  |
| Relación transitiva |

| Preordenado         | \| Relación reflexiva \| \| Relación transitiva \| |
| Relación reflexiva  |                                                    |
| Relación transitiva |                                                    |

| Relación reflexiva  |
| Relación transitiva |

| Preordenado         | \| Relación reflexiva \| \| Relación transitiva \| |
| Relación reflexiva  |                                                    |
| Relación transitiva |                                                    |

| Relación reflexiva  |
| Relación transitiva |

| Preordenado         | \| Relación reflexiva \| \| Relación transitiva \| |
| Relación reflexiva  |                                                    |
| Relación transitiva |                                                    |

| Relación reflexiva  |
| Relación transitiva |

| Preordenado         | \| Relación reflexiva \| \| Relación transitiva \| |
| Relación reflexiva  |                                                    |
| Relación transitiva |                                                    |

| Relación reflexiva  |
| Relación transitiva |

| Preordenado         | \| Relación reflexiva \| \| Relación transitiva \| |
| Relación reflexiva  |                                                    |
| Relación transitiva |                                                    |

| Relación reflexiva  |
| Relación transitiva |

| Preordenado         | \| Relación reflexiva \| \| Relación transitiva \| |
| Relación reflexiva  |                                                    |
| Relación transitiva |                                                    |

| Relación reflexiva  |
| Relación transitiva |

| Preordenado         | \| Relación reflexiva \| \| Relación transitiva \| |
| Relación reflexiva  |                                                    |
| Relación transitiva |                                                    |

| Relación reflexiva  |
| Relación transitiva |

| Preordenado         | \| Relación reflexiva \| \| Relación transitiva \| |
| Relación reflexiva  |                                                    |
| Relación transitiva |                                                    |

| Relación reflexiva  |
| Relación transitiva |

| Preordenado         | \| Relación reflexiva \| \| Relación transitiva \| |
| Relación reflexiva  |                                                    |
| Relación transitiva |                                                    |

| Relación reflexiva  |
| Relación transitiva |

| Preordenado         | \| Relación reflexiva \| \| Relación transitiva \| |
| Relación reflexiva  |                                                    |
| Relación transitiva |                                                    |

| Relación reflexiva  |
| Relación transitiva |

| Preordenado         | \| Relación reflexiva \| \| Relación transitiva \| |
| Relación reflexiva  |                                                    |
| Relación transitiva |                                                    |

| Relación reflexiva  |
| Relación transitiva |

| Preordenado         | \| Relación reflexiva \| \| Relación transitiva \| |
| Relación reflexiva  |                                                    |
| Relación transitiva |                                                    |

| Relación reflexiva  |
| Relación transitiva |

| Preordenado         | \| Relación reflexiva \| \| Relación transitiva \| |
| Relación reflexiva  |                                                    |
| Relación transitiva |                                                    |

| Relación reflexiva  |
| Relación transitiva |

| Preordenado         | \| Relación reflexiva \| \| Relación transitiva \| |
| Relación reflexiva  |                                                    |
| Relación transitiva |                                                    |

| Relación reflexiva  |
| Relación transitiva |

| Preordenado         | \| Relación reflexiva \| \| Relación transitiva \| |
| Relación reflexiva  |                                                    |
| Relación transitiva |                                                    |

| Relación reflexiva  |
| Relación transitiva |

| Preordenado         | \| Relación reflexiva \| \| Relación transitiva \| |
| Relación reflexiva  |                                                    |
| Relación transitiva |                                                    |

| Relación reflexiva  |
| Relación transitiva |

| Preordenado         | \| Relación reflexiva \| \| Relación transitiva \| |
| Relación reflexiva  |                                                    |
| Relación transitiva |                                                    |

| Relación reflexiva  |
| Relación transitiva |

| Preordenado         | \| Relación reflexiva \| \| Relación transitiva \| |
| Relación reflexiva  |                                                    |
| Relación transitiva |                                                    |

| Relación reflexiva  |
| Relación transitiva |

| Preordenado         | \| Relación reflexiva \| \| Relación transitiva \| |
| Relación reflexiva  |                                                    |
| Relación transitiva |                                                    |

| Relación reflexiva  |
| Relación transitiva |

| Preordenado         | \| Relación reflexiva \| \| Relación transitiva \| |
| Relación reflexiva  |                                                    |
| Relación transitiva |                                                    |

| Relación reflexiva  |
| Relación transitiva |

| Preordenado         | \| Relación reflexiva \| \| Relación transitiva \| |
| Relación reflexiva  |                                                    |
| Relación transitiva |                                                    |

| Relación reflexiva  |
| Relación transitiva |

| Preordenado         | \| Relación reflexiva \| \| Relación transitiva \| |
| Relación reflexiva  |                                                    |
| Relación transitiva |                                                    |

| Relación reflexiva  |
| Relación transitiva |

| Preordenado         | \| Relación reflexiva \| \| Relación transitiva \| |
| Relación reflexiva  |                                                    |
| Relación transitiva |                                                    |

| Relación reflexiva  |
| Relación transitiva |

| Preordenado         | \| Relación reflexiva \| \| Relación transitiva \| |
| Relación reflexiva  |                                                    |
| Relación transitiva |                                                    |

| Relación reflexiva  |
| Relación transitiva |

| Preordenado         | \| Relación reflexiva \| \| Relación transitiva \| |
| Relación reflexiva  |                                                    |
| Relación transitiva |                                                    |

| Relación reflexiva  |
| Relación transitiva |

| Preordenado         | \| Relación reflexiva \| \| Relación transitiva \| |
| Relación reflexiva  |                                                    |
| Relación transitiva |                                                    |

| Relación reflexiva  |
| Relación transitiva |

| Preordenado         | \| Relación reflexiva \| \| Relación transitiva \| |
| Relación reflexiva  |                                                    |
| Relación transitiva |                                                    |

| Relación reflexiva  |
| Relación transitiva |

| Preordenado         | \| Relación reflexiva \| \| Relación transitiva \| |
| Relación reflexiva  |                                                    |
| Relación transitiva |                                                    |

| Relación reflexiva  |
| Relación transitiva |

| Preordenado         | \| Relación reflexiva \| \| Relación transitiva \| |
| Relación reflexiva  |                                                    |
| Relación transitiva |                                                    |

| Relación reflexiva  |
| Relación transitiva |

| Preordenado         | \| Relación reflexiva \| \| Relación transitiva \| |
| Relación reflexiva  |                                                    |
| Relación transitiva |                                                    |

| Relación reflexiva  |
| Relación transitiva |

| Preordenado         | \| Relación reflexiva \| \| Relación transitiva \| |
| Relación reflexiva  |                                                    |
| Relación transitiva |                                                    |

| Relación reflexiva  |
| Relación transitiva |

| Preordenado         | \| Relación reflexiva \| \| Relación transitiva \| |
| Relación reflexiva  |                                                    |
| Relación transitiva |                                                    |

| Relación reflexiva  |
| Relación transitiva |

| Preordenado         | \| Relación reflexiva \| \| Relación transitiva \| |
| Relación reflexiva  |                                                    |
| Relación transitiva |                                                    |

| Relación reflexiva  |
| Relación transitiva |

| Preordenado         | \| Relación reflexiva \| \| Relación transitiva \| |
| Relación reflexiva  |                                                    |
| Relación transitiva |                                                    |

| Relación reflexiva  |
| Relación transitiva |

| Preordenado         | \| Relación reflexiva \| \| Relación transitiva \| |
| Relación reflexiva  |                                                    |
| Relación transitiva |                                                    |

| Relación reflexiva  |
| Relación transitiva |

| Preordenado         | \| Relación reflexiva \| \| Relación transitiva \| |
| Relación reflexiva  |                                                    |
| Relación transitiva |                                                    |

| Relación reflexiva  |
| Relación transitiva |

| Preordenado         | \| Relación reflexiva \| \| Relación transitiva \| |
| Relación reflexiva  |                                                    |
| Relación transitiva |                                                    |

| Relación reflexiva  |
| Relación transitiva |

| Preordenado         | \| Relación reflexiva \| \| Relación transitiva \| |
| Relación reflexiva  |                                                    |
| Relación transitiva |                                                    |

| Relación reflexiva  |
| Relación transitiva |

| Preordenado         | \| Relación reflexiva \| \| Relación transitiva \| |
| Relación reflexiva  |                                                    |
| Relación transitiva |                                                    |

| Relación reflexiva  |
| Relación transitiva |

| Preordenado         | \| Relación reflexiva \| \| Relación transitiva \| |
| Relación reflexiva  |                                                    |
| Relación transitiva |                                                    |

| Relación reflexiva  |
| Relación transitiva |

| Preordenado         | \| Relación reflexiva \| \| Relación transitiva \| |
| Relación reflexiva  |                                                    |
| Relación transitiva |                                                    |

| Relación reflexiva  |
| Relación transitiva |

| Preordenado         | \| Relación reflexiva \| \| Relación transitiva \| |
| Relación reflexiva  |                                                    |
| Relación transitiva |                                                    |

| Relación reflexiva  |
| Relación transitiva |

| Preordenado         | \| Relación reflexiva \| \| Relación transitiva \| |
| Relación reflexiva  |                                                    |
| Relación transitiva |                                                    |

| Relación reflexiva  |
| Relación transitiva |

| Preordenado         | \| Relación reflexiva \| \| Relación transitiva \| |
| Relación reflexiva  |                                                    |
| Relación transitiva |                                                    |

| Relación reflexiva  |
| Relación transitiva |

| Preordenado         | \| Relación reflexiva \| \| Relación transitiva \| |
| Relación reflexiva  |                                                    |
| Relación transitiva |                                                    |

| Relación reflexiva  |
| Relación transitiva |